# Ханалиев, Умарпаша Юсупович
Умарпаша́ Юсу́пович Ханали́ев (род. 3 октября 1951, Мырза-Аке, Ошская область) — генерал-майор, сотрудник Комитета государственной безопасности СССР и Федеральной службы безопасности Российской Федерации, активный участник контртеррористической операции на Северном Кавказе, Герой Российской Федерации.

## Биография
Родился 3 октября 1951 года в селении Мирза-Аки Мирза-Акинского района Ошской области Киргизской ССР (ныне — село Мырза-Аке Узгенского района Ошской области Кыргызстана).
Отец — Ханалиев Юсуп Висайтаевич (1887—1991) уроженец и житель села Ярыксу-Аух Хасавюртовского района Республики Дагестан. Ученый-арабист, теолог. Один из немногих авторитетнейших Богословов. При этом не был служителем мечети и муллой. Мать — Ханалиева (Янарсаева) Мелхаш Абдурашидовна (1919—1991), уроженка села Ярыксу-Аух Хасавюртовского района Республики Дагестан, дочь первого председателя колхоза «Коммунизм». Младший брат Висампаша — медик, ректор ДГМУ. После возвращения из депортации на историческую родину в 1958 году многодетная семья Ханалиевых не смогла вернуться в родное село как и все чеченцы Дагестана. Они проживали в посёлке Бальюрт (1958—1960), сёлах Симсир и Османюрт Хасавюртовского района Дагестанской АССР (1960—1970), посёлке Мичурина города Хасавюрт (1970—1991).
Трудовую деятельность начал в 1965 году временным рабочим совхоза «Коммунизм» в Дагестанской АССР. В 1967 году окончил 8 классов Османюртовской 8-летней школы, где на протяжении всей учёбы являлся старостой класса, а в 1969 году – с отличием Баташюртовскую среднюю школу Хасавюртовского района. По окончании средней школы поступил в Дагестанский педагогический институт, который успешно окончил в 1975 году, получив квалификацию «учитель химии и биологии». В 1969 году – рабочий совхоза «Османюртовский», в 1970 году – слесарь автоколонны Дагавтоуправления, в 1971 году – автослесарь Махачкалинской автоколонны.
В 1975 году после окончания института, по распределению был направлен учителем химии и биологии в Бамматюртовскую среднюю школу, где за короткий период ему удалось завоевать доверие у педагогического состава школы, а также авторитет в населенном пункте в целом. В 1976—1978 годах возглавлял штаб зональных строительных отрядов.
4 апреля 1979 года на внеочередном пленуме райкома комсомола был избран первым секретарем Хасавюртовского райкома ВЛКСМ.
С 1981 года служил в органах Комитета государственной безопасности (КГБ) СССР — Федеральной службы безопасности Российской Федерации (ФСБ России) на Северном Кавказе. В 1981—1982 годах — оперуполномоченный, в 1982—1991 годах — старший оперуполномоченный, а в 1991—1996 годах — заместитель начальника Хасавюртовского городского отдела КГБ Дагестанской АССР — Управления ФСБ России по Республике Дагестан. Одновременно в 1995—1996 годах был прикомандирован в оперативное управление антитеррористического центра ФСБ России в качестве руководителя оперативной группы по контрразведывательному обеспечению специальных мероприятий.
В сентябре 1996 года переведен в Центральный аппарат ФСБ России, старшим, а в последующем ведущим оперативным сотрудником Управления разработки и пресечения деятельности преступных организаций (УРПО) ФСБ России. В 1998 году после упразднения УРПО был назначен по своей должности в отдел по разработке преступных сообществ Управления экономической контрразведки ФСБ России. В апреле 1999 года был переведён в созданное Управление «М» Департамента экономической безопасности ФСБ России.
При его непосредственном участии были разработаны и проведены специальные мероприятия в рамках контртеррористической операции в Северо-Кавказском регионе, в результате которых были обезврежены многие руководители и активные члены бандитских формирований в Чеченской Республике. В 1999—2001 годах входил в Региональный оперативный штаб по проведению контртеррористической операции в Чеченской Республике в посёлке Ханкала (ныне — микрорайон города Грозный).
Указом Президента Российской Федерации («закрытым») от 15 марта 2000 года за мужество и героизм, проявленные при выполнении специального задания, генерал-майору Ханалиеву Умарпаше Юсуповичу присвоено звание Героя Российской Федерации с вручением знака особого отличия — медали «Золотая Звезда».
В январе 2001 года был назначен на должность первого заместителя начальника управления и одновременно начальником вновь созданной службы специального назначения в оперативном подчинении руководителя 2-го Департамента (по борьбе с терроризмом и защиты конституционного строя) ФСБ России. 1 августа 2001 года на базе службы специального назначения было образовано знаменитое Оперативное управление по координации и проведению контртеррористических операций ФСБ России. Начальником данного Управления был назначен У. Ю. Ханалиев.
Во взаимодействии со всеми правоохранительными органами, властными структурами и другими ведомствами руководимое им Управление в 2001—2003 годах успешно выполняло конкретные задачи по стабилизации обстановки на Северном Кавказе, выявлению, предупреждению и пресечению диверсионно-террористической и разведывательно-подрывной деятельности незаконных вооруженных формирований (НВФ) и их лидеров, ликвидации очагов напряжения на Северном Кавказе, прекращение крупномасштабных общевойсковых операций и так называемых зачисток, розыск и задержания особо опасных преступников, разложение НВФ, разоружение боевиков, освобождения заложников (именно благодаря достоверным сведениям полученным Ханалиевым и при его непосредственном участии были освобождены около 120 незаконно удерживаемых солдат и офицеров) создания условий для восстановления законных властных структур управления в соответствии с Конституцией Российской Федерации, обеспечение условий для восстановления экономики региона и возвращения населения к мирной жизни.
В 2003—2005 годах служил во 2-й Службе (по защите конституционного строя и борьбе с терроризмом) ФСБ России. В 2005 году был направлен официальным представителем ФСБ России в Республике Казахстан, где ему за короткий период удалось наладить тесное, плодотворное и взаимовыгодное сотрудничество между спецслужбами двух государств.
Избирался членом бюро Хасавюртовского райкома партии, депутатом районного совета народных депутатов.
С 2011 года генерал-майор У. Ю. Ханалиев – в запасе.
В 2011-2013 годах – советник председателя Совета директоров ОАО «Атомредметзолото» Государственной корпорации (ГК) «Росатом». В 2013-2015 годах – директор по стратегическим инициативам АО «Атомэнергопром» ГК «Росатом». В 2016-2018 годах – президент группы компаний ОАО «Гидрометаллургический завод», ООО «Интермикс Мет», ЗАО «Южная энергетическая компания» в Москве. В 2018-2019 годах – заместитель генерального директора ООО «Интермикс Мет» (Ставропольский край). В 2019–2020 годах – заместитель генерального директора ООО «Глория Астра» (Москва).
Активно участвует в ветеранских движениях воинов и спецслужб России. 
С апреля 2021 по февраль 2022 года – полномочный представитель Президента Республики Башкортостан при Президенте Российской Федерации – заместитель Премьер-министра Правительства Республики Башкортостан. С февраля 2022 года – специальный представитель Республики Башкортостан  по инвестиционной деятельности.
Живёт в Москве.
Генерал-майор.

## Награды и звания
- Герой России (15.03.2000)
- Орден «За заслуги перед Отечеством» 4-й степени
- Орден Мужества
- Орден «За военные заслуги»
- Медаль ордена «За заслуги перед Отечеством» 1-й степени
- медали СССР и Российской Федерации, ведомственные медали
- знаки «Почётный сотрудник контрразведки», «За службу в контрразведке», «Почётный сотрудник разведки».